# Kotéba d'Abidjan
Le Kotéba d'Abidjan est une compagnie de théâtre de Côte d'Ivoire, basée à Abidjan, fondée en 1974 par Souleymane Koly.

## Histoire de la compagnie Koteba
Souleymane Koly voulait en faire l'héritier de la tradition malienne du kotéba. La troupe a fait participer de nombreux artistes africains comme Manu Dibango, Ali Farka Touré, Ray Lema, Mamady Keïta.
L'ensemble Koteba a été créé en 1974, en recyclant cette technique[Laquelle ?] Souleymane Koly veut revivifier une tradition, une façon particulière de valoriser la culture africaine[réf. nécessaire].
Cette compagnie met l'accent sur la formation avec la création comme dynamique de groupe.

## Membre de la compagnie Koteba
Un groupe pluriethnique, regroupant des artistes venant de tous les pays de la sous-région[Laquelle ?] : Rokiya Kone, Matee, Awa Sangho, Niama Kante, Akhoun Paul-Marie